# Cérebro de Boltzmann

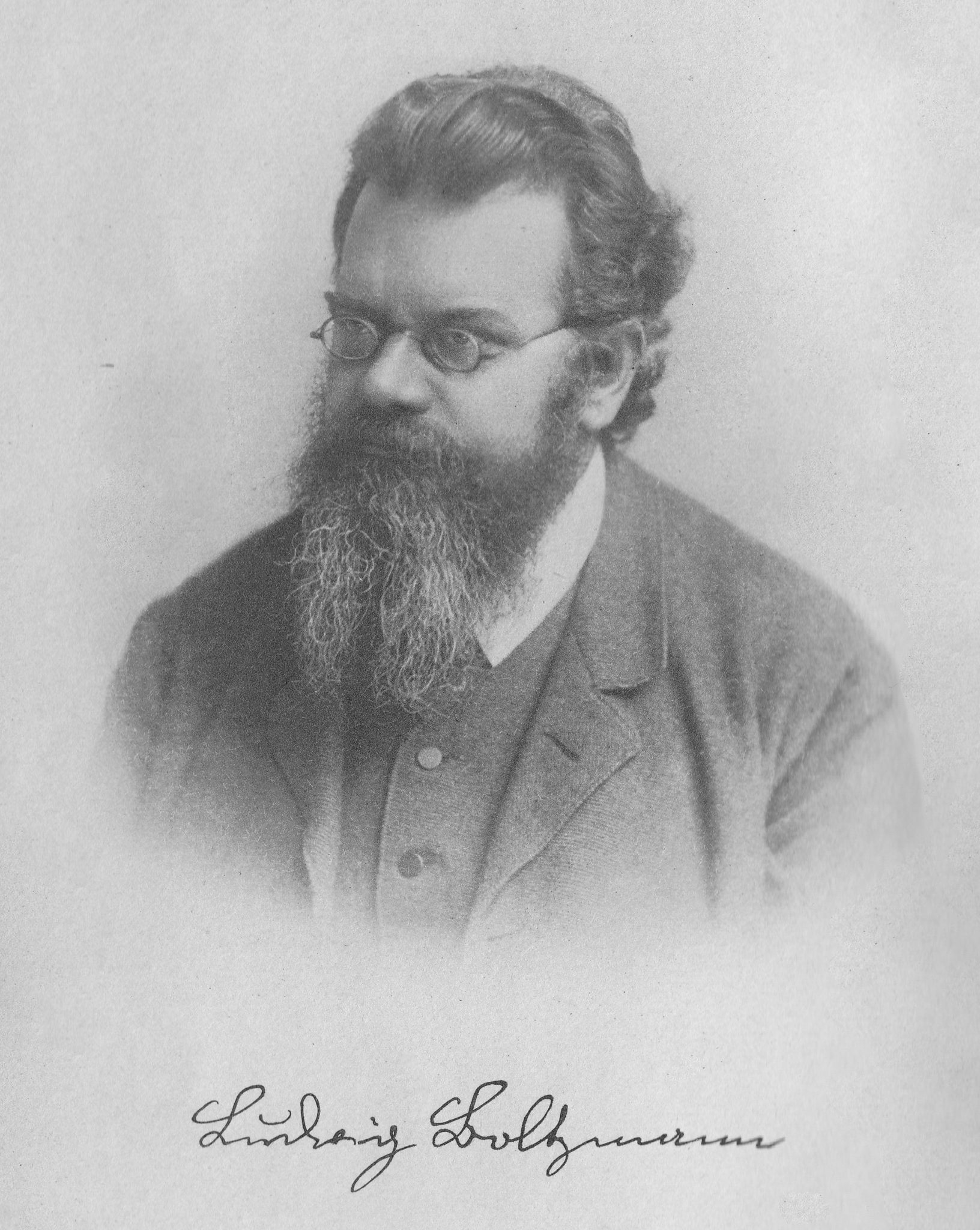
Ludwig Boltzmann, em quem se baseia o nome cérebro de Boltzmann

Um cérebro de Boltzmann é uma entidade autoconsciente hipotética que surge devido a flutuações aleatórias de um estado de equilíbrio termodinâmico. A ideia leva o nome do físico austríaco Ludwig Boltzmann (1844-1906), que propôs a ideia de que o Universo está em um estado altamente improvável de desequilíbrio, pois somente quando estados aleatórios assim ocorrem é que cérebros podem existir para estarem conscientes do Universo. A ideia de que um cérebro incorpóreo parece requerer uma flutuação menor - logo, mais provável - do que seres inteligentes similares aos humanos foi proposta por Lawrence Schulman em 1997, e o termo para esta ideia foi cunhado em 2004 por Andreas Albrecht e Lorenzo Sorbo.
O conceito de cérebros de Boltzmann é frequentemente citado como um paradoxo físico. Também já foi chamado de paradoxo dos bebês de Boltzmann. O paradoxo é que, para contemplar o universo, inteligência é necessária; no entanto, muitos dos mecanismos que os humanos usam para pensar (órgãos complexos, músculos, etc.) não são. Tudo que é preciso é o cérebro. Uma vez que organismos simples devem ser mais fáceis de se formar do que organismos complexos, a vasta maioria de inteligências no universo deve consistir destes incorpóreos porém autoconscientes "cérebros de Boltzmann". 

## Paradoxo do cérebro de Boltzmann
O conceito do cérebro de Boltzmann é uma instância específica de problemas mais gerais associados à noção de entropia em cosmologia. Nosso universo está muito longe de um equilíbrio estatístico: nós somos "seres vivos em um planeta morno orbitando uma estrela quente". Como isso ficou assim? 
Boltzmann propôs que o estado de baixa entropia de nosso universo observado (que inclui nossa existência) é uma flutuação aleatória em um universo de maior entropia. Mesmo em um estado próximo do equilíbrio haverá flutuações estocásticas no estado do sistema. As flutuações mais comuns serão relativamente pequenas, resultando apenas em pequenas porções de organização, enquanto flutuações maiores e seus resultantes níveis maiores de organização serão comparativamente mais raros. Grandes flutuações seriam quase inconcebivelmente raras, mas inevitavelmente ocorreriam se um universo durasse infinitamente. Até mesmo se o universo não tem um passado infinito, teorias cosmológicas modernas do Big Bang supõem que este ocorreu via flutuações estocásticas em um meta-universo maior; o paradoxo é retido ao incorporar nosso breve e finito passado nas flutuações aleatórias.
Além disso, há um "viés de seleção": nós observamos nosso altamente improvável universo porque estas condições improváveis são necessárias para que estejamos aqui. Isso é uma expressão do princípio antrópico. 
Se nosso nível atual de organização, contendo várias entidades autoconscientes, é um resultado de uma flutuação aleatória, isto é muito menos provável que um nível de organização que cria apenas entidades autoconscientes únicas. O número de cérebros autoconscientes que se formam espontânea e aleatoriamente do caos, completos com memórias de uma vida como a nossa, deve superar em grande número os cérebros evoluídos de uma flutuação local inconcebivelmente rara do tamanho do universo observável. Parafraseando Lawrence S. Schulman, de Time's Arrows and Quantum Measurement: 
A ideia de que a flecha termodinâmica do tempo surgiu de uma flutuação gigantesca leva a uma forma divertida de solipsismo. Do ponto de vista da entropia, eu, sentado ao meu teclado digitando estas linhas, sou uma grande flutuação. Uma árvore que me lembro de ter visto é também uma grande flutuação. Seria uma flutuação menor, em entropia (lembrando que entropia é extensível), não a árvore existir, mas modificar um pouco meu cérebro e criar a memória daquela árvore. Consequentemente, em termos de flutuações prováveis e improváveis (e é isso que entropia mede), seria muito mais provável que a árvore não existisse. Você, lendo isto, deve similarmente duvidar da existência do escritor.
O paradoxo do cérebro de Boltzmann é, finalmente, que qualquer observador (cérebros autoconscientes com memórias como as nossas, que inclui nossos cérebros) é mais provável de ser um cérebro de Boltzmann do que um cérebro que evoluiu. Isto sugere um problema com as teorias cosmológicas atuais ou com o princípio antrópico.

## Resoluções propostas
Uma classe de soluções para a questão faz uso de diferentes abordagens para o problema da medida em cosmologia: em teorias de multiversos infinitos, a proporção de observadores normais para observadores "cérebro de Boltzmann" depende de como são tomados limites infinitos. Medidas podem ser escolhidas para evitar frações apreciáveis de cérebros de Boltzmann.
Se assumirmos a interpretação de muitos mundos da mecânica quântica, Sean M. Carroll e alguns colegas sugeriram que a formulação do problema do cérebro de Boltzmann é errônea. Em particular, como dito acima, uma vez que nosso universo parece apresentar uma história finita para o passado, o paradoxo de Boltzmann requer a inclusão da formação do passado do nosso universo na flutuação estocástica. O argumento de Carroll depende da formulação precisa desta afirmação: a formação do universo foi uma flutuação em sistemas descritos por mecânica quântica. Estas flutuações se comportam de forma bem diferente das flutuações de Boltzmann (entrópicas). Em particular, flutuações quânticas dependem da existência de um observador: um aparato de medida existindo em um estado de desequilíbrio termodinâmico. No entanto, o modelo mais comum para o universo antes do Big Bang é um espaço de de Sitter vazio em equilíbrio termodinâmico, o qual não contém, por definição, tais observadores. Logo, o universo não pode ser o resultado de flutuações puramente estocásticas no equilíbrio do tipo que Boltzmann assumiu. Um dado setor de espaço de de Sitter pode formar apenas um pequeno e finito número de cérebros de Boltzmann conforme se aproxima do vácuo.
Na mecânica quântica de de Broglie-Bohm, o paradoxo também não é permitido, pela mesma razão. No entanto, o paradoxo é mantido para outras interpretações de mecânica quântica.